# 3418 Izvekov
3418 Izvekov eller 1973 QZ1 är en asteroid i huvudbältet som upptäcktes den 31 augusti 1973 av den ryska astronomen Tamara Smirnova vid Krims astrofysiska observatorium på Krim. Den har fått sitt namn efter astronomen vid Pulkovo-observatoriet Vladimir Izvekov (1927–1997).
Asteroiden har en diameter på ungefär nitton kilometer och den tillhör asteroidgruppen Themis.